# 科爾德斯普林 (紐約州)
科爾德斯普林（英語：Cold Spring）是位於美國紐約州帕特南縣的村。

## 人口
根據2020年美國人口普查的數據，科爾德斯普林的面積為1.55平方千米，當中陸地面積為1.54平方千米，而水域面積為0.01平方千米。當地共有人口1986人，而人口密度為每平方千米1,281人。